# Joba Chamberlain

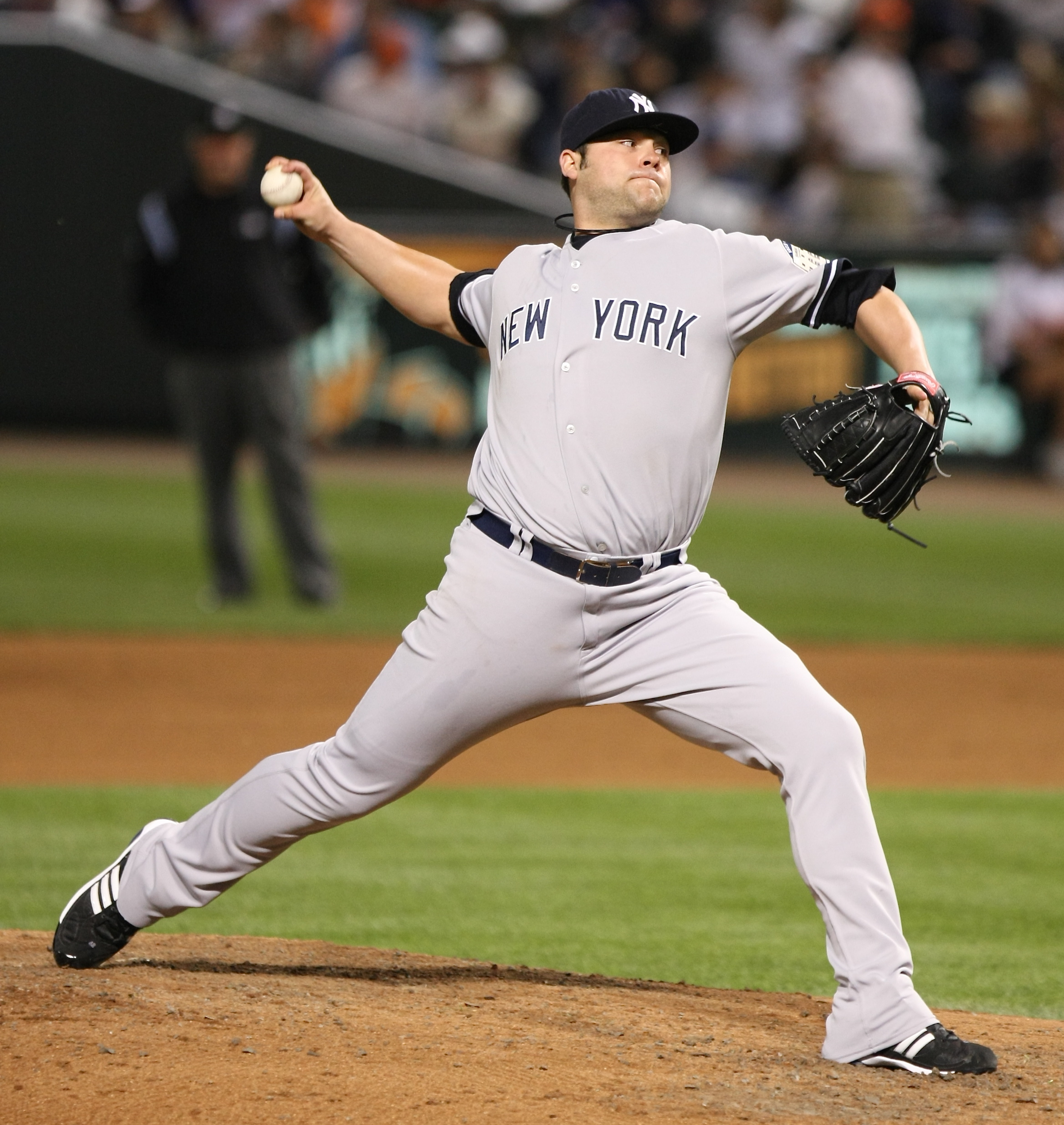

Joba Chamberlain (23 de setembro de 1985) é um jogador profissional de beisebol estadunidense.

## Carreira
Joba Chamberlain foi campeão da World Series 2009 jogando pelo New York Yankees.